# Москалёв, Лев Николаевич
Лев Николаевич Москалёв (13 мая 1934, Саратов — 16 сентября 2014) — советский борец, выступавший в соревнованиях по многим видам борьбы (самбо, дзюдо, вольная и классическая борьба), мастер спорта СССР по всем этим видам, призёр чемпионатов СССР по самбо. Увлёкся борьбой в 1957 году. Его тренером был Б. Барышев. Выступал за клуб «Буревестник» (Алма-Ата). В 1973 году стал чемпионом Саратова по дзюдо, а в 2003 — чемпионом мира по самбо среди ветеранов.

## Спортивные результаты
- Чемпионат СССР по самбо 1961 года — ;
- Чемпионат СССР по самбо 1962 года — ;
- Чемпионат СССР по самбо 1963 года — ;
- Чемпионат СССР по самбо 1965 года — ;